# Етрополе (община)
Община Етрополе се намира в Западна България и е една от съставните общини на Софийска област.

## География

### Географско положение, граници, големина
Общината е разположена в североизточната част на Софийска област. С площта си от 371,716 km2 заема 7-о място сред 22-те общините на областта, което съставлява 5,25% от територията на областта. Границите ѝ са следните:
- на юг – община Златица и община Челопеч;
- на югозапад – община Мирково;
- на запад – община Горна Малина и община Ботевград;
- на северозапад – община Правец;
- на североизток и изток – община Тетевен, област Ловеч.

### Природни ресурси

#### Релеф
Релефът на общината е ниско, средно планински и високо планински, като територията ѝ попада в пределите на Западна и Средна Стара планина, Западния и Средния Предбалкан. Условната граница между Предбалкана и Стара планина в пределите на общината преминава през седловината свързваща рида Лакавица на север с планината Било на юг, слиза в Етрополската котловина, минава през село Рибарица и седловината при село Ямна и по долината на Свинска река слиза до река Черни Вит при село Дивчовото, община Тетевен.
Северно от тази условна линия в пределите на общината попадат участъци от два планински рида, части от Предбалкана. На запад от долината на река Малки Искър се простират крайните източни части на рида Лакавица (съставна част на Западния Предбалкан). Неговата най-висока точка връх Острома 1026,8 m се намира на границата с община Правец. Между долината на река Малки Искър на запад и долината на река Черни Вит в пределите на община Етрополе попадат южните, най-високи части на планината Лисец (съставна част на Средния Предбалкан). Най-високата му точка връх Чертиград 1283,6 m се издига северно от седловината при село Ямна.
Най-ниската точка на община Етрополе се намира северно от село Малки Искър, на границата с община Правец в коритото на река Малки Искър – 372 m н.в.
Южно от по-горе посочена условна линия се издига старопланинската верига. Западно от долината на река Малки Искър се простират хребетите на две планини, съставни части на Западна Стара планина. Районът северозападно от Етрополската котловина, до границата с община Правец се заема от южните склонове на планината Било. Нейният най-висок връх Маняков камък 1439,2 m се намира на границата с община Ботевград. В югозападните предели на община Етрополе, западно от долината на река Малки Искър и Златишкия проход се простират северните разклонения на Етрополска планина (част от Западна Стара планина). Нейният най-висок връх Мара Гидия 1789,8 m се издига на границата с община Мирково. Югоизточните предели на общината, източно от Златишкия проход се заемат от северозападните части на Златишко-Тетевенска планина (част от Средна Стара планина). В нея, на границата с община Златица се издига връх Свещиплаз 1888,3 m, най-високата точка на община Етрополе.

#### Води
Основна водна артерия на община Етрополе е река Малки Искър, десен, най-голям приток на река Искър, която протича през нея с горното си течение.
Тя извира на 300 m северозападно от връх Мургана в Етрополска планина, на 1573 m н.в. под името Равна река. До град Етрополе тече в северозападна посока в дълбока залесена долина. В южната част на града завива на североизток, преминава през малката Етрополска котловина и след село Лъга образува пролом. При село Малки Искър завива на северозапад и напуска пределите на общината. Нейни основни притоци на територията на община Етрополе са реките: Суха река (ляв, влива се в южната част на град Етрополе), Гнойница (десен), Менташовец, Стара река (Лопянска река, десен, влива се при с. Малки Искър) и Брусенска река (десен, влива се при с. Малки Искър)
На територията на общината се намира язовир Етрополе – 105 000 m3.
Подземните води в общината се определят като хидрокарбонатно-калциеви, а около рудник „Елаците“ – сулфатно-натриеви и хлоридно-натриеви.

### Климат
За района, в който е разположена община Етрополе, е характерен умереноконтиненталният климат с прохладно лято и студена зима, която продължава 4 – 5 месеца. Средната годишна температура е 13 – 15 °C. Средногодишните валежи са 600 – 650 мм, с максимум през юни и минимум през февруари. Средногодишният брой на дните със снежна покривка е 20 – 50. Средният брой на засушаване с продължителност над 10 дни за зимата е 11 – 15, за пролетта – 11 – 15, за лятото – до 15, за есента – до 18 дни. Преобладаващи ветрове са северозападните. Средната месечна и годишна скорост на вятъра е 1,6 м/сек.

#### Флора и фауна
Горските площи заемат 252 000 дка от общинския поземлен фонд със средна лесистост за общината е 59,2%. Преобладават иглолистни и естествени широколистни гори. В тях растат бук, дъб, бял бор и черен бор, обикновен смърч, благун, цер, габър, явор, кестен, веймутов бор, брекина, елша, ива, червен дъб и зимен дъб, орех, шестил, бяла мура.
В етрополските гори могат да се срещнат благороден елен, сърна, дива свиня, горска полевка, катерица, мечка, вълк, чакал, лисица, дива котка, невестулка и др. Птиците са представени от фазан, яребица, глухар, пернатонога кукумявка, трипръст кълвач, сокерица, лещарка, гривяк, гургулица, сива овесарка, керкенез, чинка, голям синигер. Защитени видове са скалният орел, малък креслив орел, ястребът, белошипата и черношипата ветрушка. От земноводните и влечугите се срещат жълтокоремна бумка, голяма водна жаба, гръцка костенурка, смок стрелец, пепелянка. Във вировете на Малки Искър, Стара река, Мелна и Свинска река се срещат черна мряна, пъстърва, речен кефал и скобар.

### Защитени обекти
Защитените гори и територии са общо 1432.8 ха – 1009.6 ха залесена и 432.2 ха незалесена площ:
- местност Варовитец с манастира „Св. Троица“ и вековни яворови дървета;
- Бенковска пещера – историческа местност;
- местност Чертиград – скални комплекси с горска растителност, обитавана от редки и застрашени от изчезване бозайници и грабливи птици, историческа местност;
- Орлов камък – известен още като Орлова скала или Червена стена (до с. Лопян) – скален комплекс, обитаван от множество грабливи птици, които са застрашени от изчезване.

## Население

### Етнически състав (2011)
Численост и дял на етническите групи според преброяването на населението през 2011 г.:
|                     | Численост | Дял (в %) |
| Общо                | 12 047    | 100,00    |
| Българи             | 11 285    | 93,67     |
| Турци               | 11        | 0,09      |
| Цигани              | 199       | 1,65      |
| Други               | 29        | 0,24      |
| Не се самоопределят | 55        | 0,46      |
| Неотговорили        | 468       | 3,88      |

### Движение на населението (1934 – 2021)
| Община Етрополе                               | Община Етрополе | Община Етрополе | Община Етрополе | Община Етрополе | Община Етрополе | Община Етрополе | Община Етрополе | Община Етрополе | Община Етрополе | Община Етрополе | Община Етрополе |
| --------------------------------------------- | --------------- | --------------- | --------------- | --------------- | --------------- | --------------- | --------------- | --------------- | --------------- | --------------- | --------------- |
| Година                                        | 1934            | 1946            | 1956            | 1965            | 1975            | 1985            | 1992            | 2001            | 2011            | 2021            |                 |
| Население                                     | 9417            | 10509           | 11768           | 13757           | 14262           | 15180           | 15178           | 13733           | 12047           | 10888           |                 |
| Източници: Национален Статистически Институт, |                 |                 |                 |                 |                 |                 |                 |                 |                 |                 |                 |

### Населени места
Общината има 10 населени места с общо население от 10 888 жители към 7 септември 2021 г.
| Населено място | Население (2021 г.) | Площ на землището km2 | Забележка (старо име)    | Населено място | Население (2021 г.) | Площ на землището km2 | Забележка (старо име)                   |
| -------------- | ------------------- | --------------------- | ------------------------ | -------------- | ------------------- | --------------------- | --------------------------------------- |
| Бойковец       | 102                 | 50,334                | Равна                    | Лъга           | 190                 | 15,626                |                                         |
| Брусен         | 134                 | 73,278                |                          | Малки Искър    | 327                 | -                     | Брусенски ханове, в з-щето на с. Брусен |
| Горунака       | 4                   | -                     | в з-щето на гр. Етрополе | Оселна         | 8                   | -                     | в з-щето на с. Брусен                   |
| Етрополе       | 9488                | 119,135               |                          | Рибарица       | 206                 | 20,260                | Под манастира                           |
| Лопян          | 306                 | 40,209                |                          | Ямна           | 123                 | 52,874                |                                         |
|                |                     |                       |                          | ОБЩО           | 10888               | 371,716               | 3 населени места са без землища         |

## Административно-териториални промени
- през 1894 – 1895 г. – преименувани са к. Под манастира на к. Рибарица от населението без административен акт;
- Указ № 317/обн. 13.12.1955 г. – заличава к. Вранщица и ги присъединява като квартал на гр. Етрополе;

– признава к. Лъга за с. Лъга;
– признава к. Равна за с. Равна;
– признава н.м. Ямна за с. Ямна;
- Указ № 50/обн. 09.02.1960 г. – преименува с. Равна на с. Бойковец;
- Указ № 902/обн. 31.12.1963 г. – обединява м. Хановете, н.м. Лопянски ханове (от с. Лопян) и н.м. Лъга (от с. Брусен) в едно ново населено място – с. Брусенски ханове;
- Указ № 502/обн. 08.10.1971 г. – преименува с. Брусенски ханове на с. Малки Искър;
- Указ № 970/обн. 04.04.1986 г. – признава к. Рибарица за с. Рибарица;
- На основание §7 (т.3) от Закона за административно-териториалното устройство на Република България (ДВ, бр. 63/1995 г.) всички махали, колиби, гари, минни и промишлени селища придобиват статут на села.

## Транспорт
През общината преминават частично 3 пътя от Републиканската пътна мрежа на България с обща дължина 57,5 km:
- участък от 33,6 km от Републикански път II-37 (от km 3,2 до km 36,8);
- последният участък от 3,5 km от Републикански път III-3009 (от km 9 до km 12,5);
- началният участък от 20,4 km от Републикански път III-3701 (от km 0 до km 20,4).

## Топографска карта
- Лист от карта K-34-48. Мащаб: 1 : 100 000.
- Лист от карта K-35-37. Мащаб: 1 : 100 000.